# Vernonia pumila
Vernonia pumila là một loài thực vật có hoa trong họ Cúc. Loài này được Kotschy & Peyr. miêu tả khoa học đầu tiên năm 1867.